# 이주혁
이주혁(1994년 9월 15일 ~ )은 대한민국의 가수이자 인디 록밴드 기프트의 보컬이다.

## 방송 활동
- MBC 듀엣가요제 - 43~47회
- KBS2 불후의 명곡 전설을 노래하다 325회
- JTBC 슈퍼밴드
- Mnet 포커스 : Folk Us
- MBC 미스터리 음악쇼 복면가왕 - 삐빅! 가왕감입니다 바코드 (제147~149대 가왕)
- 싱어게인2  -  top6(5위)